# La Carolina (ort i Argentina)
La Carolina är en ort i Argentina.   Den ligger i provinsen San Luis, i den centrala delen av landet, 700 km väster om huvudstaden Buenos Aires. La Carolina ligger 1 620 meter över havet och antalet invånare är 251.
Terrängen runt La Carolina är varierad. Runt La Carolina är det mycket glesbefolkat, med 3 invånare per kvadratkilometer.. Det finns inga andra samhällen i närheten. 
Omgivningarna runt La Carolina är i huvudsak ett öppet busklandskap.